# Palais Sponza
Le palais Sponza (en croate : Palača Sponza ; en italien : Palazzo Sponza), également appelé Divona (de dogana, douane), est un palais du XVIe siècle situé à Dubrovnik, en Croatie. Son nom est dérivé du mot Latin spongia, l'endroit où les eaux de pluie étaient recueillies.

## Histoire
L'édifice de plan rectangulaire avec une cour intérieure a été construit dans un mélange de styles Gothique et Renaissance entre 1516 et 1522 par Paskoje Miličević Mihov. La loggia et les sculptures ont été réalisées par les frères Andrijić et d'autres tailleurs de pierre. 
Le palais a eu une multitude de fonctions publiques, parmi lesquelles bureau des douanes, entrepôt de stockage, hôtel des monnaies, armurerie, trésor, banque et école. Il est devenu le centre culturel de la république de Raguse, avec la création de l'Academia dei Concordi, une académie littéraire, au XVIe siècle. Il a survécu au tremblement de terre de 1667, sans avoir été endommagé. La loggia du palais servait de centre de négoce et de lieu de rencontres commercial. Une inscription sur un arc témoigne de cette fonction publique:
Fallere nostra vetant et falli pondera. Meque pondero cum merces ponderat ipse deus.
Nos poids nous interdisent de tricher. Quand j'évalue des biens, Dieu les évalue avec moi.

## Aujourd'hui
Le palais abrite aujourd'hui les archives de la ville, qui détiennent des documents remontant au XIIe siècle, le plus ancien manuscrit datant de 1022. Ses archives comptent plus de 7000 volumes de manuscrits. Environ 100 000 manuscrits s'y ajoutent. Ils étaient précédemment conservés dans le palais du Recteur.
La place Luža devant le palais est utilisée pour la cérémonie d'ouverture du Festival d'Été de Dubrovnik. 
Le palais Sponza est également utilisé comme lieu de spectacle. En 2018 l'acteur australien Brett Brown a effectué une adaptation de William Shakespeare, Henri V, dans la cour du palais dans le cadre de du Festival Scénique Estival.
L'intérieur de l'atrium a servi de base pour le modèle 3D de test « Sponza » qui est devenu une référence dans le domaine de la synthèse d'image

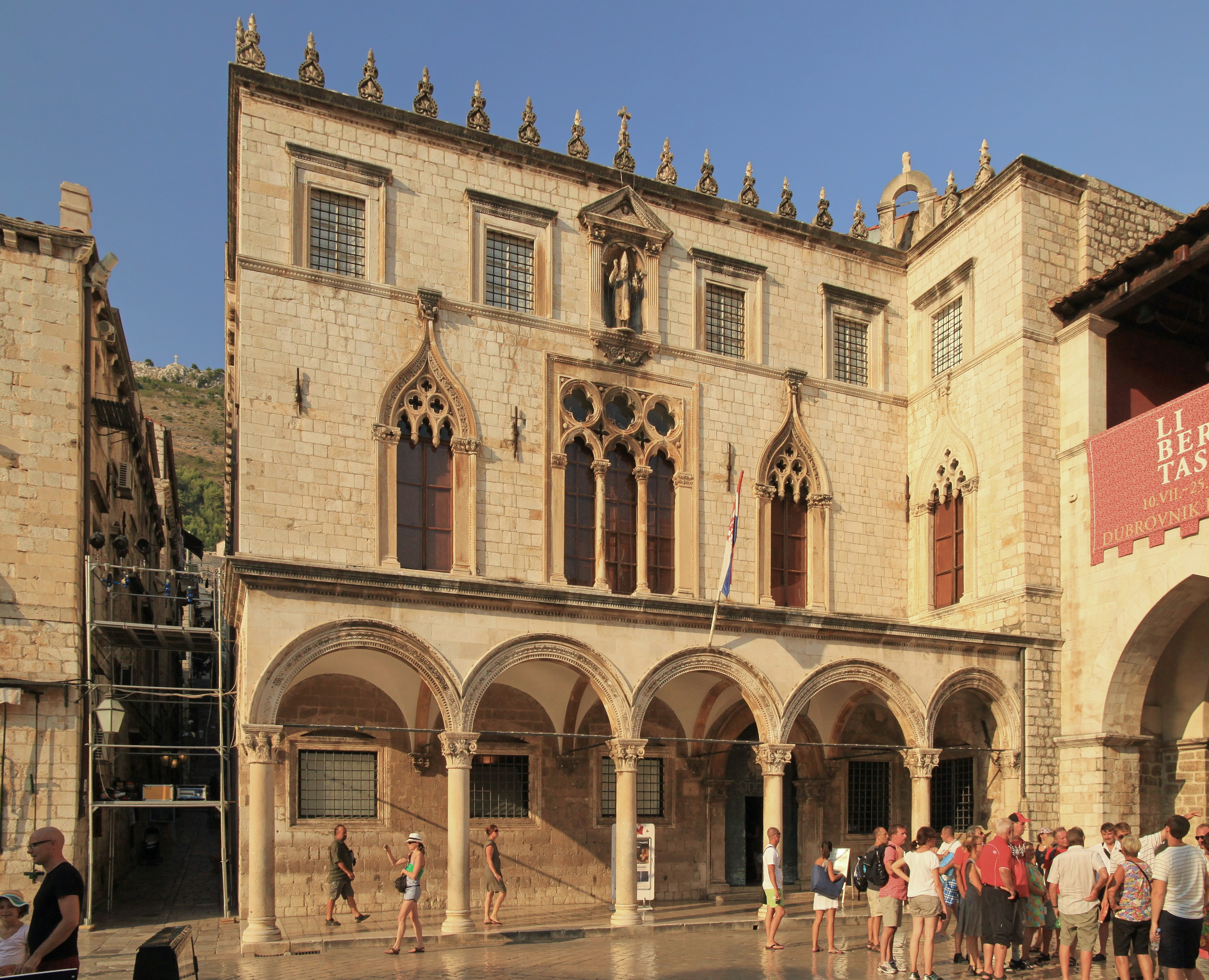
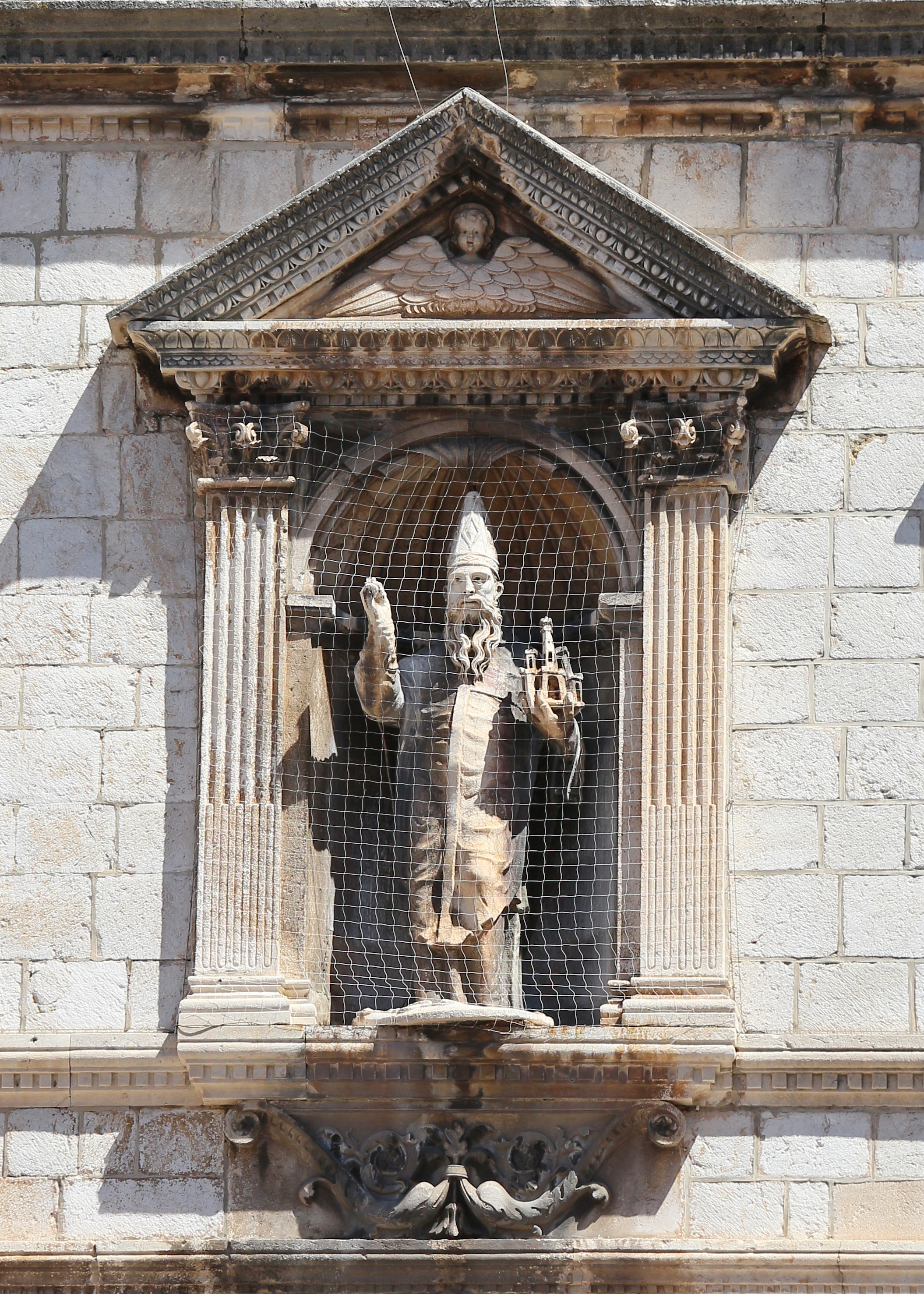
Statue de Saint Blaise sur la façade du palais
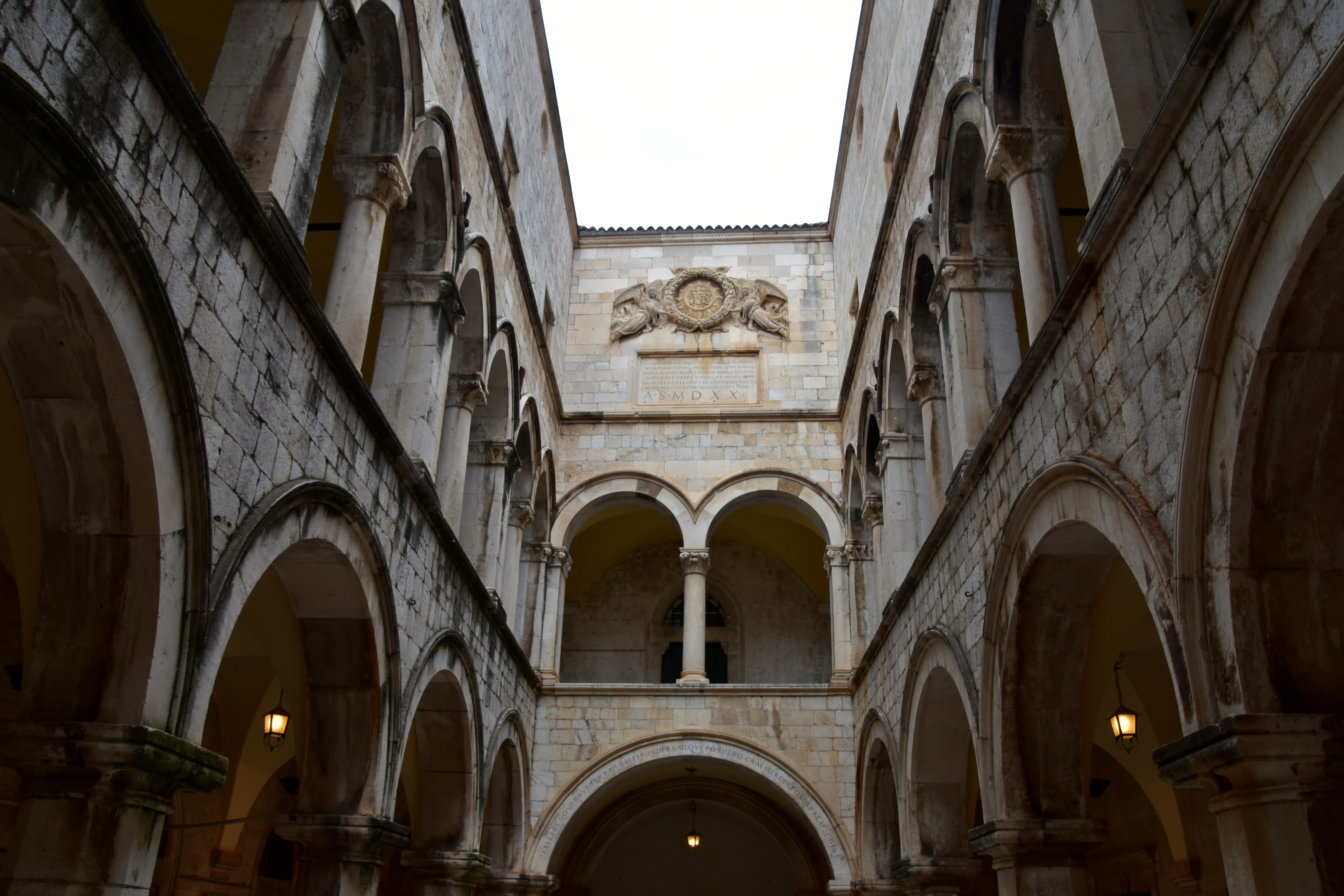
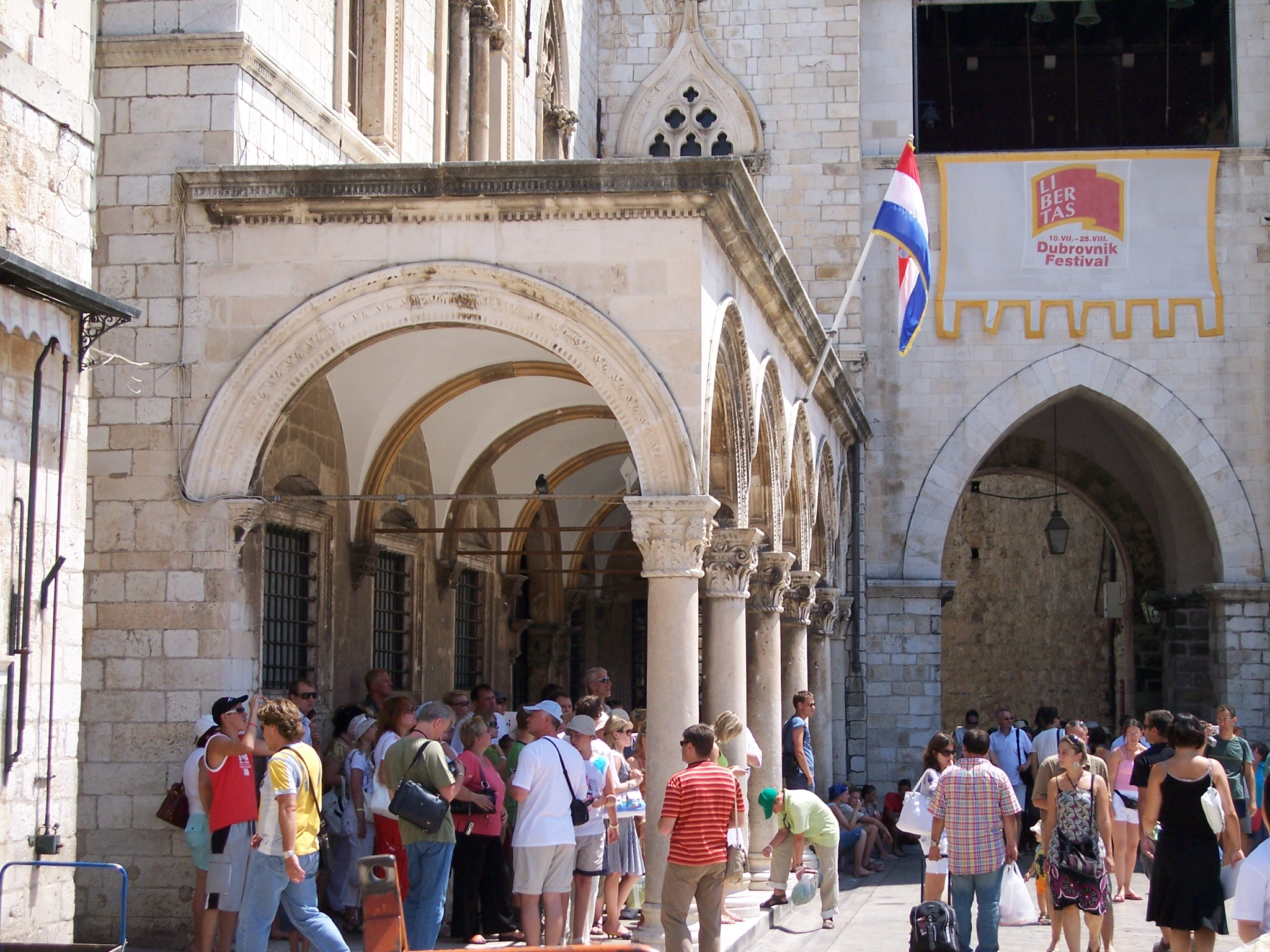
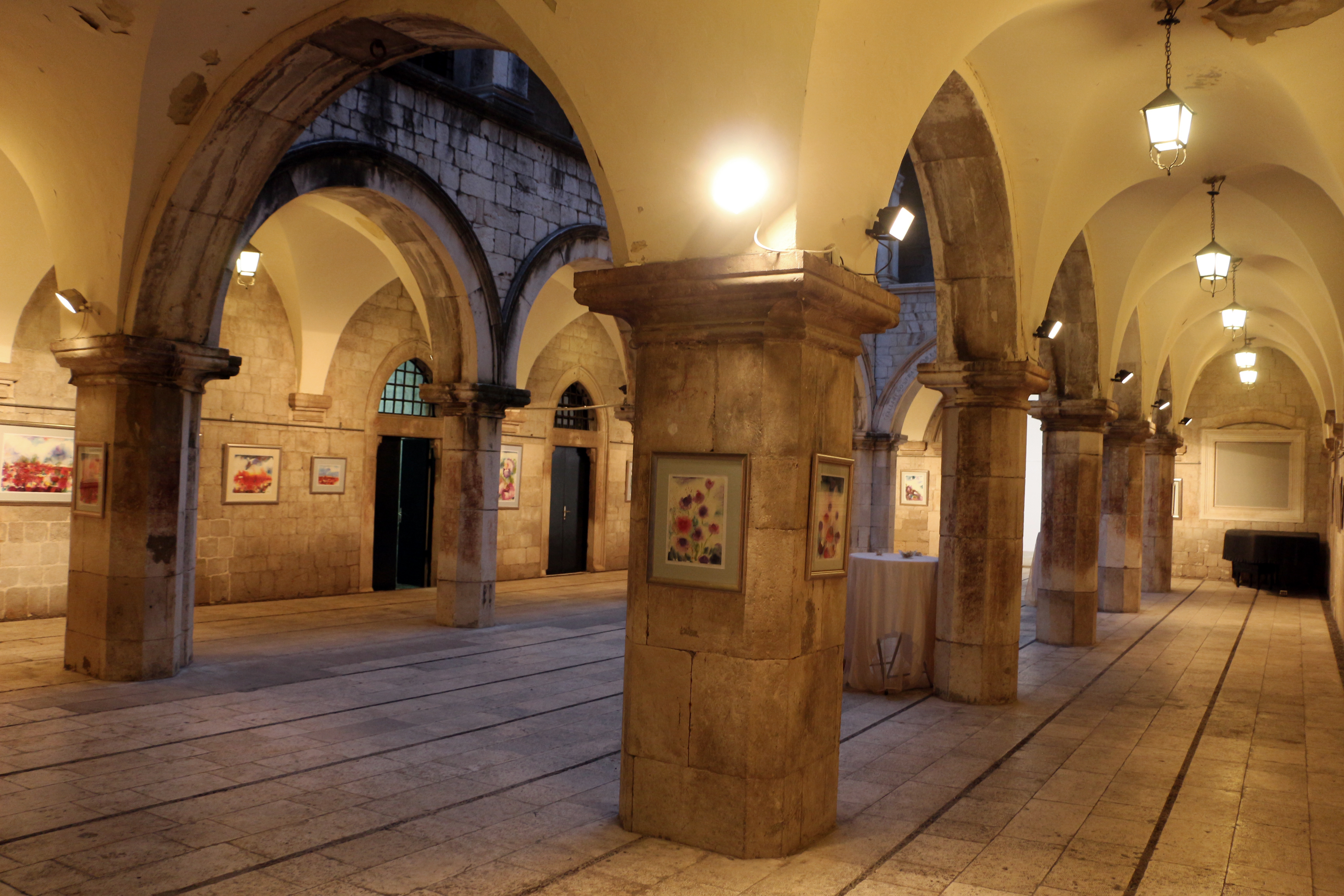